# Кантара (фільм)
Кантара ( transl. Mystical Forest ) — індійський бойовик 2022 року індійською мовою каннада автор сценарію та режисер Рішаб Шетті, продюсер Віджай Кірагандур з Hombale Films. У фільмі Шетті грає чемпіона Кербалу, який ворогує з чесним рейнджером Малаллі (Кішор).
Дія та зйомки відбувалися в Кераді в прибережній Карнатаці, основні зйомки розпочалися в серпні 2021 року.  Оператором займався Арвінд С. Каш’яп, музику до фільму написав Б. Аджанеш Локнат, а хореографію екшенів поставив режисер бойовиків Вікрам Мор. Створенням дизайну займався дебютант Дхарані Ганґе Путра.
Фільм  Kantara  , випущений 30 вересня 2022 року, був добре сприйнятий критиками, які високо оцінили гру (особливо Шетті та Кішора), режисуру, сценарій, сценографію, операторську роботу, належні дисплеї Bhoota Kola, екшен-послідовність, кліпи, саундтреки та партитуру. Фільм мав величезний комерційний успіх, став другим найкасовішим фільмом каннадською мовою всіх часів і другим найкасовішим фільмом каннадською мовою 2022 року.
На момент виходу в прокат це був 25-й найкасовіший індійський фільм .

## Сюжет
У 1847 році був король, який мав величезне королівство, чудову дружину та дітей, але не міг знайти спокою. Він вирушає в подорож, щоб знайти справжнє щастя, і натрапляє в лісі на камінь, яким володіє Панджурлі Дайва, божество, яке захищає селян, що живуть у лісі. Він пожертвував багато своєї землі селянам в обмін на те, що він забрав каміння. Панджурлі попереджає короля, що його сім'я та спадкоємці повинні дотримати слова і не повертати землю, що накличе на себе гнів супутника Панджурлі, лютого Гуліги Дайви..
У 1970 році наступник короля попросив виконавця Bhoota Kola, який був зачарований Панджурлі, змусити місцевих жителів передати йому землю, виконавець відмовився і заявив, що якщо він спробує, то вирве кров'ю і помре. Наступник поставив під сумнів Панджурлі володіння виконавцем, який відповів, що зникне, якщо одержить його, тому втік у ліс, щоб його більше ніколи не побачили. Як і було попереджено, наступник короля таємничим чином помирає, блюючи кров’ю через кілька місяців на сходах суду, де він збирався розглядати земельну справу.
У 1990 році Муралідхар працював лісником, відповідаючи за перетворення землі селян на лісовий заповідник. Однак йому кидає виклик Шива, син спортсмена з Камбали та зниклого виконавця з села Каадубетта. Шиву підтримує його покровитель і володар села Девендра Суттоору, який є наступником нинішнього короля. Незважаючи на те, що Шиву кілька разів просили виконати Бхута-колу, він відмовився через травму від зникнення свого батька. На його місці двоюрідний брат Гуруви. Муралі та його команда почали зводити паркани вздовж спеціального лісового заповідника. Шива закохався в жінку на ім'я Ліла і використав свої стосунки з Девендрою, щоб призначити її охоронцем лісу. Селяни намагаються зупинити паркан, але поліція та рейнджери жорстоко придушують їх, викликаючи розрив між Лілою та Шивою, хоча Ліла нічого не може з цим вдіяти.
Коли ворожнеча між Муралі та Шивою загострилася, Муралі вирішив заарештувати Шиву та його друзів і пішов до їхньої схованки з Судхакараном, послідовником Девендри. Однак Шива та його друзі випадково розбивають джип Муралі, думаючи, що вбили всіх, хто всередині, і ховаються. Через кілька днів вони повернулися в село, щоб возз’єднатися зі своїми родинами. Шива мириться з Лілою і каже їй, що здасться. Однак наступного ранку вони були схоплені поліцією та рейнджерами. Гурува просить Девендру віддати Шиву під заставу, але Девендра намагається підкупити його, щоб він діяв так, ніби Панджурлі наказує селянам віддати йому свою землю в наступній Бхута-Колі. Гурува відмовився, і Девендра вбив його; дізнавшись, що Муралі виявив його приховані мотиви, Девендра вирішив змусити Шиву зрадити його.
Дізнавшись про смерть Гуруви, Шива зустрів Девендру, який збрехав про Муралі як про вбивцю Гуруви. Розлючений Шива пішов убити Муралі, але дізнався від свого друга-коваля Махадеви, що Девендра вбив самого Гуруву. На Шиву нападають люди Девендри, але йому вдається втекти та зустріти жителів села, де Муралі розповідає їм про пограбування землі Девендрою. Після того, як Шива відкриває, що Девендра вбив Гуруву, він і Муралі відкладають свої образи й об’єднують жителів села. Девендра та його послідовники атакують, що призводить до жорстокої битви, де кілька жителів села гинуть. Після того, як Шива був ледь не вбитий у бою, Шива був одержимий Гурігадевою та вбив Девендру та його послідовників. 
Через кілька місяців після битви Шива виконав Bhoota Kola, і Панджурлі був одержимий ним. Він, Малаллі та жителі села символічно взялися за руки, перш ніж зникнути в лісі після зустрічі з духом свого батька. Фільм закінчується тим, що син Шиви та Ліли запитує Сундар про зникнення його батька, а Сундара розповідає те саме.

## Актори
- Рішаб Шетті як Kaadubettu Шива і батько Шиви
- Саптамі Гоуда  Ліла
- Кішор як Муралідхар, Заступник Лісничого (D.R.F.O)
- Ачют Кумар як Девендра Суттоору
- Прамод Шетті як Судхакара
- Шаніл Гуру в ролі Булли
- Пракаш Тумінад як Раампа
- Манасі Судхір у ролі Камали, матері Шиви
- Навін Д Паділ як юрист
- Сварадж Шетті — Гурува, двоюрідний брат Шиви
- Діпак Рай Панаадже як Сундара
- Прадіп Шетті в ролі Мохани
- Ракшит Рамачандра Шетті в ролі поплічника Девендри
- Чандракала Рао в ролі Шили, дружини Сундари
- Суканья як Аммакка, дружина Девендри
- Сатіш Ачарья — Табара, батько Ліли
- Пушпарадж Боллар у ролі Гарналла Аббу
- Рагу Пандешвар як Рагу, лісничий
- Мім Рамдаса в ролі Наару
- Басума Кодагу як батько Гуруви
- Ранджан Саджу в ролі Лакчу
- Раджив Шетті в ролі Раджива Бхандарі
- Атіш Шетті — син Девендри з особливими здібностями
- Радхакрішна Кумбале як корінний житель
- Навін Бондел як перекладач напівбогів

### Камео-поява
- Шайн Шетті в ролі батька Девендри
- Віней Біддаппа як король
- Прагаті Рішаб Шетті в ролі дружини короля

## Виробництво

### Розвиток
Режисер Рішабх Шетті визначає тему фільму як конфлікт між природою та людьми, посилаючись, зокрема, на сутички між лісниками та селянами в його рідному штаті Карнатака в 1990-х роках, суперечку щодо Кераді, як натхнення для фільму. Далі він додав: «Це фільм із нашої землі, нашого коріння, історія, яка передається з покоління в покоління, невикористана та глибоко вкорінена в нашій культурі».  Шетті задумав історію у 2021 році під час карантину через COVID-19 .  Уточнюючи назву фільму, він сказав: «Кантара — це таємничий ліс, і це історія, яка відбувається навколо. . . У назві фільму є слоган, який називає його dhanta kathe або легендою .Я не хочу давати цьому фільму пряму назву. Це слово вживається рідко. Хоча воно походить із санскриту, воно також використовується в каннаді. Його також використовують у Якшагана, що ми називаємо дуже містичним лісом Кантара. 

### Зйомки
У фільмі будуть представлені три часові рамки: 1847 рік, 1970-ті та 1990-ті роки. Оскільки багато посилань у книзі були недоступні, творці фільму звернулися за допомогою до племені, яке жило в Келладі, де знімався фільм. Художник з костюмів Праґаті Шетті сказав, що продюсери «мандрували селом і зустрічалися з племінними громадами, які надали подробиці про костюми». Вона додала: «Більшість молодших артистів набираються з Кундапуру, і мені було важко переконати їх носити племінний одяг. Ми також посилалися на дизайн костюма рейнджера, якого грає Саптамі Гоуда. Щороку ми чуємо про форму, кольори будуть Зйомки відбувалися в чотирьох місцях у лісі в цьому районі, включаючи будівництво декорацій, які відображали 1990-ті роки. Художній директор Дхарані Ґангепутра сказала: «Для створення декорацій було використано багато природних ресурсів», — додавши далі: «Крім цього, ми побудували школу, храм і будинок на дереві.У нас було 35 людей з Бангалору та 15 людей із села Кераді, які допомагали нам вивчати культуру»  . Набір включав село, включаючи сільські будинки з корівниками, курниками для курей, внутрішніми дворами, плантаціями ареки та автентичним іподромом Камбала. Шетті дізнався про тонкощі Камбали та тренувався протягом чотирьох місяців, перш ніж виконати сцену для фільму на початку 2022 року 

## Музика
Музику до фільму написав Б. Аджанеш Локнат. Він привів 30-40 музикантів. Складаючись переважно з народної музики, представленої через пісні Jaanapada з використанням традиційних інструментів, команді допомагав Міме Рамдас. Пісні, які зазвичай співають під час жнив і популярні серед племен регіону, використовуються як частина альбому та фонової партитури.  Стверджується, що пісня «Varaha Roopam» скопіювала пісню «Navarasam», як стверджував гурт Thaikkudam Bridge, який випустив Navarasam у 2017 році. Пісня викликає ностальгію.   Коли фільм вийшов на Amazon Prime, пісня була змінена з новою оркестровою аранжуванням і вокалом, а текст залишився тим самим.  1 грудня 2022 року Верховний суд повністю відхилив позов про порушення авторських прав і судову заборону, а оригінальну пісню було повернуто на всі платформи.  Таким чином, протягом кількох днів після виходу в Інтернет оригінальну версію пісні Varaha Roopam було відновлено в Amazon Prime. 

## Вихід в кіно
Kantara вийшов у кінотеатрах на каннаді 30 вересня 2022 року в понад 250 кінотеатрах по всій Карнатаці, а також одночасно в США, Великобританії, Європі, на Близькому Сході та в Австралії, а також у інших країнах світу.  Після успіху на каннаді виробники оголосили, що фільм буде дубльовано мовами телугу, хінді, тамільською та малаяламською та вийшов 14 жовтня 2022 року на гінді та 15 жовтня 2022 року на телугу та тамільську.   Хоча було оголошено, що версія хінді буде випущена на більш ніж 800 екранах по всій країні,  пізніше повідомили, що вона буде випущена на 2500 екранах у версії хінді.  . Фільм також був дубльований мовою тулу, рідною мовою прибережної Карнатаки, і вийшов на екрани 2 грудня та був добре сприйнятий глядачами  . Це був перший фільм на каннаді, який вийшов у В'єтнамі .  Після кампанії в соціальних мережах, заснованої на зв’язку фільму з культурою тулу , було оголошено про дубляж фільму мовою тулу з датою виходу в прокат 25 листопада 2022 року за межами Індії та 2 грудня в Індії. 

### Домашні ЗМІ
Супутникові та цифрові права на фільм придбали компанії Star Suvarna та Amazon Prime Video. 24 листопада 2022 року фільм буде випущено в цифровому вигляді на Amazon Prime Video мовами каннада, малаялам, тамільська та телугу. Прем’єра Kantara Hindi відбудеться на Netflix 9 грудня 2022 року. 

## Рецепція

### Каса
Чистий збір першого дня оцінювався в 3,5–4,25 крор із загальною сумою близько 6 крор ₹.  Повідомляється, що валовий збір у перші вихідні склав 22,3 рупії (з чистим збором приблизно від 19 до 23 рупій).  Приблизний валовий заробіток за перший тиждень становив приблизно 38–50 крор рупій.  За оцінками, кількість кроків по Карнатаці за перший тиждень після випуску склала понад 19 лакхів рупій.  Повідомляється, що на 11-й день фільм зібрав 4,3 крори рупій, що було найвищим показником для фільмів на каннаді другого понеділка.  За оцінками, кількість кадрів фільму склала близько 40 лакхів рупій, а в прокаті він зібрав 60 мільйонів рупій.  У другий вівторок було повідомлено, що цей фільм мав вищі національні мережеві збори, ніж «Понніїн Селван: я» та «Хрещений батько» .  Кантара також заробив більше, ніж ці фільми в Карнатаці.  Повідомлялося, що до кінця другого тижня лише в Карнатаці фільм зібрав понад 70 крор рупій. 
Фільм перетнув позначку в 100 крор за 15–17 днів.  За третій вікенд фільм зібрав 36,5 рупій.  Фільм перетнув позначку в 150 рупій за 18 днів.  Фільм зібрав 170 рупій, включаючи 150 рупій в Індії  і 111 рупій в Карнатаці.  За три тижні фільм зібрав від 170,05 до 175 крор рупій.  Повідомлялося, що світовий валовий дохід склав 188 крор рупій, з них 170 рупій лише в Індії та 32 крор рупій за четверті вихідні.  Фільм зібрав 1 мільйон доларів США в Північній Америці та 200 тисяч австралійських доларів в Австралії, таким чином ставши першим фільмом на каннаді, який досяг цих значень.  Менш ніж за 4 тижні він зібрав 77 лакхів рупій і став найпопулярнішим фільмом у Карнатаці серед усіх фільмів виробництва Hombale Films .  Фільм перетнув позначку в 200 рупій за 25 днів із валовим збором у 211,5 рупій, включаючи 196,95 рупій лише з Індії.  У Карнатаці фільм зібрав 126 крор рупій. 
Фільм перетнув позначку в 250 мільйонів рупій менш ніж через місяць після виходу. Понад 200 рупій за 30 днів для вітчизняних веб-колекцій у всіх випусках. У Великобританії фільм зібрав 1,06 лакх рупій. Фільм зібрав 2,8 млн рупій за 30 днів. Тільки в Карнатаці кількість кроків перевищила 8 мільйонів за 32 дні. Фільм перетнув позначку в 3 мільярди доларів за 33 дні. За п'ятий тиждень прокату фільм зібрав 650 мільйонів рупій. Фільм зібрав у світовому прокаті 3,25 рупій за 36 днів. Повідомлялося, що його шостий збір у вихідні у розмірі 25,5 крор рупій був найбільшим збором за шостий вікенд, а також найбільшим збором за шостий тиждень для індійського фільму, побивши рекорд Баахубалі 2: Висновок, який зібрав 22,20 крор рупій за шостий тиждень.  Повідомляється, що фільм зібрав у прокаті від 350 до 355 рупій за 41 день, причому лише в Карнатаці перегляди склали більше 1 рупії.  Фільм зібрав 173,85 крор рупій за 43 дні показу в Карнатаці.  Повідомляється, що фільм зібрав 360 крор рупій за 44 дні.  Повідомлялося, що колекції нехінді версії становили 280 крор рупій на кінець шести тижнів.  У той час як колекції в Карнатаці досягли 180 крор, внутрішні валові колекції досягли 275 крор.  Повідомляється, що фільм зібрав приблизно від 370 до 377 крор наприкінці 50-денного показу в кінотеатрах.  Його збір за сьомий тиждень у розмірі 24 рупій був найвищим для індійського фільму, перевищивши 11 рупій, зібраних Баахубалі 2: Висновок за сьомий тиждень.  Світовий валовий збір перетнув позначку в 400 крор за 53 дні.  Повідомляється, що вітчизняні колекції фільму були третіми за величиною в 2022 році  Фільм завершив 50-денний показ в кінотеатрах Австралії, Великобританії, Канади, Об'єднаних Арабських Еміратів і США . 

#### Телугу версія
Версія на телугу зібрала 5 крор рупій за перший день.  Версія на телугу зібрала 21,15 крор рупій за перший тиждень.  Версія на телугу зібрала 28 крор рупій за 10 днів.  Версія на телугу також зібрала 9 мільйонів рупій за 4 дні (з 21 по 24 жовтня), перевершивши інші випуски Дівалі.   Фільм зібрав у штатах Телугу 50,30 крор рупій за 25 днів.  Версія на телугу зібрала 60 крор рупій за 39 днів із чистим збором у 42 рупії за той самий період. 

#### Гінді версія
Повідомлялося, що версія на хінді заробила близько 1,27-1,5 крор рупій у перший день. Версія на хінді заробила 8 мільйонів рупій за перші вихідні. До кінця першого тижня версія фільму на хінді зібрала в прокаті 1,5 млн рупій. Чистий збір версії на хінді сягнув 2,91 крор рупій за 13 днів, перевищивши внутрішній чистий збір версії на хінді Ponniyin Selvan: I. До кінця двох тижнів версія на хінді принесла 317 мільйонів рупій. Наприкінці 3 тижнів версія на хінді мала чистий дохід у розмірі 515 рупій. У четверту п’ятницю фільм зібрав 2,1 лакх рупій, що більше, ніж три нові релізи на гінді того тижня. Незважаючи на тритижневий прокат, фільм став найкасовішим (4,5 мільйона рупій) у четверту неділю, довівши його загальну чисту виручку до 62,4 мільйона рупій до кінця 24 днів. Через чотири тижні він зібрав 697,5 крор рупій чистого доходу. Через п’ять тижнів він зібрав чистий дохід у розмірі 792,5 крор рупій. Версія на хінді зібрала 96 крор рупій за 39 днів із чистими зборами в 82 рупії.  Його валові збори в розмірі 12,7 крор рупій за восьмий тиждень були найкасовішими зборами за восьмий тиждень для фільму на хінді, побивши 21-річний рекорд Gadar: Ek Prem Katha (2001), який зібрав 7 рупій за восьмий тиждень. 

### Критична оцінка
Кантара отримав схвалення як від критиків, так і від глядачів, які високо оцінили виступи (особливо Шетті та Кішора), режисуру, сценарій, сценографію, правильну презентацію Bhoota Kola, послідовність дій і технічні аспекти (саундтрек, операторська фотографія, монтаж і саундтрек). 
Муралідхара Каджане з The Hindu писав: «Рішабу Шетті вдається ретельно оповідати про міфи, легенди та забобони, і це також на його рідному діалекті». Він високо оцінив акторську гру Шетті та Кішора, а також написав: «Місця є барвистими та яскравими, а фонова музика Б. Аджаніша Локната представляє етос країни. Медитативні кадри оператора Арвінда С. Каш’япа демонструють місцеву культуру та захоплюють сільські місцевості у їхній величі. Зйомки серій про Камбалу... є свідченням його блискучої майстерності».  А. Шарадхаа з The New Indian Express назвав фільм «переконливою драмою про помсту з акуратним поєднанням злочину та божественності». Срідеві С. з The Times of India назвав фільм «візуальною величчю» та оцінив фільм 4/5, високо оцінивши акторську гру, написавши, що «найбільший момент — це перед-кульмінація та кульмінація, які задумуються та виконуються для досконалість». 
Рецензент The News Minute сказав, що фільм, у якому Шетті зображений у його автореферентній історії в костюмі Масали, не тільки смішний, але й дуже оригінальний. Вони написали: «Актор Рішабх Шетті особливо хороший у фільмі, тому що він знає тон і тон своєї гри, як свої п’ять пальців. Він має розмір і комплекцію для спортсмена з Камбали, коли справа доходить до «мужчих» аспектів Його характер. З одного боку, він випромінює ідеальний баланс невинності та зарозумілості". Однак вони відчули, що "написання трохи похитнулося" через "неодноразове оформлення сцен... ідеологічні розбіжності" головного персонажа. Пріянка Сундар з Firstpost поставила фільму 3,5/5 і похвалила гру Шетті, сказавши, що музика «також є зіркою фільму, не тільки підтримуючи, але й піднімаючи розповідь». Вона розкритикувала зображення любовного інтересу головного героя, Лілу, як «насправді не єдину ноту» і що її використовували як «привабливий ліхтарний стовп».
Відео «Вівек» Deccan Herald поставило фільму 3,5/5, і те ж саме відчуло для персонажа Ліли, додавши, що сюжет означав, що виступ Кішора був «змушений тримати ноту». Однак він відчував, що музика та кінематограф зробили його «технічним дивом». Далі він написав: «Ділячись на екрані з талановитим акторським складом, Рішабх зробив усе можливе, щоб бути найкращим».

### Відповідь уряду
Уряд штату Карнатака повідомив про щомісячну нагороду хто виконає Bhoota kola старше 60 років через фільм. 

## Зовнішні посилання
- Кантара на сайті IMDb (англ.)